# Томас Волш
Томас Волш (англ. Tomas Walsh; нар. 1 березня 1992) — новозеландський легкоатлет, який спеціалузіється у штовханні ядра.

## Спортивні досягнення
Дворазовий бронзовий олімпійський призер (2016, 2021).
Чемпіон світу (2017) та бронзовий призер чемпіонату світу (2019). Двічі посідав 4-е місце на чемпіонатах світу (2015, 2022).
Дворазовий чемпіон світу в приміщенні (2016, 2018) та дворазовий бронзовий призер чемпіонатів світу в приміщенні (2014, 2022).
Триразовий переможець Діамантової ліги у штовханні ядра (2016, 2018, 2019).
Посів 2-е місце на Континентальному кубку ІААФ у 2018.
Багаторазовий чемпіон Нової Зеландії у штовханні ядра.